# Sundsvall (gemeente)
Sundsvall is een Zweedse gemeente in de provincie Västernorrlands län. Ze heeft een totale oppervlakte van 4472,8 km² en telde 93.707 inwoners in 2004.

## Plaatsen

### Plaatsen met meer dan 200 inwoners
| - Sundsvall (stad) - Vi - Matfors - Kvissleby - Johannedal - Stockvik - Sundsbruk - Njurundabommen - Skottsund | - Svartvik - Dingersjö - Ankarsvik - Essvik - Indal - Fanbyn - Stöde - Vattjom - Kovland | - Tunadal - Lucksta - Juniskär - Klingsta en Allsta - Liden - Nedansjö - Gustavsberg - Hartungviken - Hovid |

### Plaatsen met minder dan 200 inwoners
| - Röde en Båräng - Kävsta - Viforsen, Vi en Tunbyn - Hörningsholm - Holm - Attmar - Kungsnäs - Sörfors - Björkön - Runsvik - Viskan | - Allsta (noordelijk deel) - Ovansjö en Gomaj (noordelijk deel) - Övre Tunbyn - Östloning en Västloning (deel van) - Östanskär en Arklo (deel van) - Västerro en Lillro - Midskogsbron - Bunsta - Hov en Nävsta - Solum en Brödlösa - Järkvissle | - Solberg - Österlo en Västerlo (deel van) - Bäck en Tomming - Edsta (Sundsvall) - Skatan - Bjässhammarn - Åsta - Knävland en Påläng (deel van) - Nyhamn - Sillre - Ängom en Sundsudden |